# (1593) Fagnes
Pour les articles homonymes, voir Fagne.
(1593) Fagnes est un astéroïde de la ceinture principale aréocroiseur découvert le 1er juin 1951 à l'observatoire royal de Belgique à Uccle par l'astronome belge Sylvain Arend. Sa désignation provisoire était 1951 LB.
Il porte le nom de la région naturelle belge la Fagne.